# Miami Air International
Miami Air International – amerykańskie czarterowe linie lotnicze z siedzibą w Miami. Specjalizują się w czarterowych lotach pasażerskich oraz wynajmie samolotów w formule ACMI (samolot, załoga, obsługa techniczna i ubezpieczenie).

## Flota
W czerwcu 2019 r. Miami Air International posiadało 6 samolotów. Średni wiek floty wynosi 14 lat.
| Typ            | Ilość | Zamówiono | Uwagi |
| -------------- | ----- | --------- | ----- |
| Boeing 737-800 | 6     |           |       |

## Wypadki i incydenty

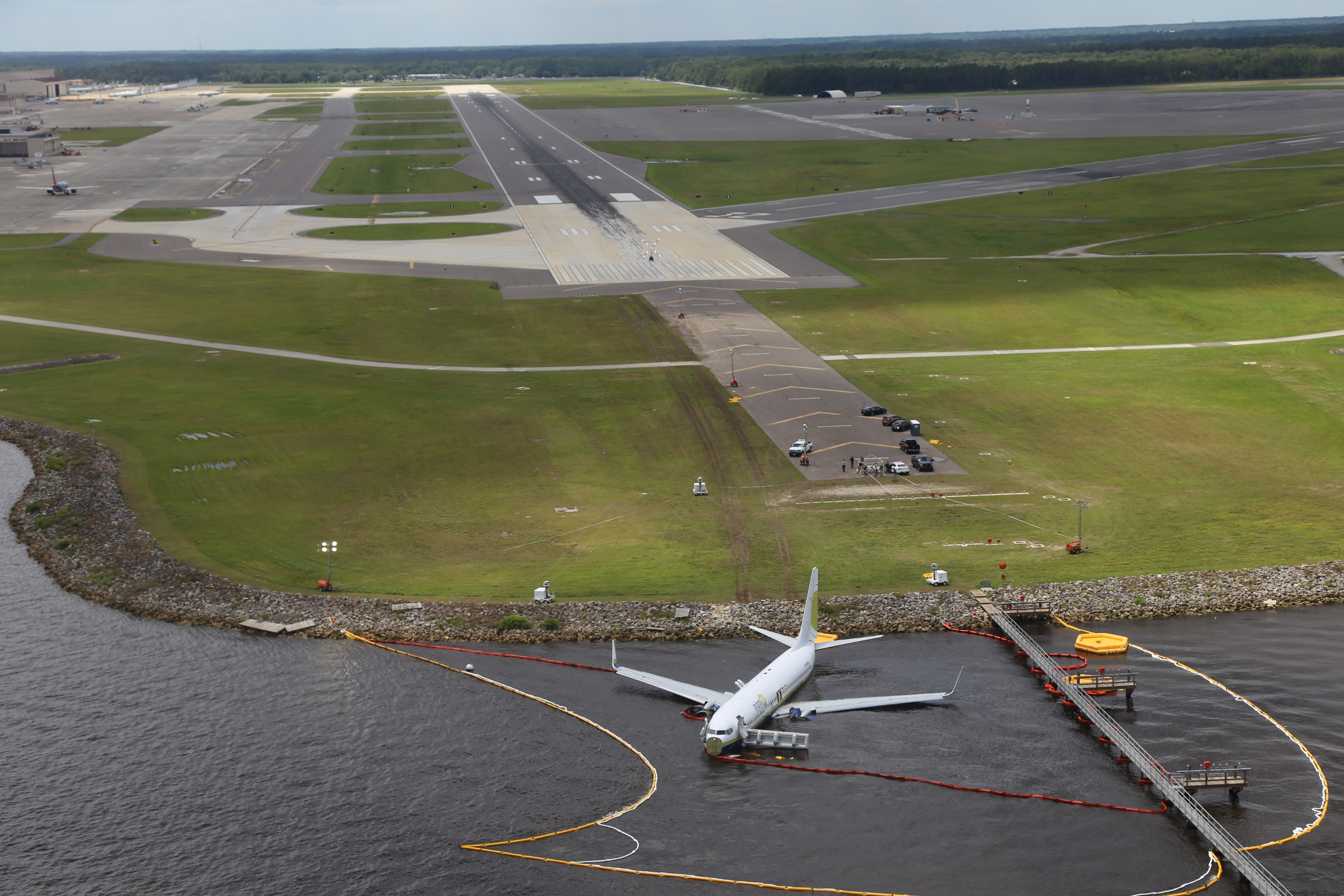
Boeing 737-800 zarejestrowany jako N732MA w rzece Świętego Jana po wypadnięciu z pasa

- 3 maja 2019 w bazie US Navy w Jacksonville Boeing 737-800 wykonujący lot numer 293 z amerykańskiej bazy w Guantánamo wypadł z pasa przy lądowaniu podczas silnej burzy. Wszyscy pasażerowie przeżyli, a 21 osób zostało rannych[4]. Prawdopodobną przyczyną okazała się awaria odwracacza ciągu i decyzja pilota o zmianie pasa do lądowania[5].